# Velocette K-serie
De Velocette K-serie is een serie sportieve motorfietsen die van 1925 tot 1950 door het merk Velocette werd geproduceerd.
In 1925 begon Velocette met de productie van de "K"-serie. De machines waren ontwikkeld door Eugene en Percy Goodman, zonen van Johannes Gütgemann, de oprichter van het merk. Eugene en Percy onderkenden in de jaren twintig dat de toekomst van het bedrijf, dat alleen lichte tweetakten maakte, lag in meer gecompliceerde en sportieve viertakten. Rond 1924/1925 begonnen ze met de ontwikkeling van een heel nieuwe motor, die 350 cc moest gaan meten. De meeste experimenten werden bij Eugene thuis gedaan, waar hij samenwerkte met een leerling, Fred Povey. Ze gebruikten nog veel onderdelen van de bestaande tweetakten, zoals de koppeling en de versnellingsbak. In de eerste jaren vonden de ontwikkelingen nog plaats door proefondervindelijk vast te stellen of veranderingen ook verbeteringen waren. Zo werd er lang geëxperimenteerd met de balhoofdhoek.

## Straatmodellen

### Veloce/Velocette K en KT
- K: Het eerste nieuwe model kreeg de letter "K", volgens een aantal bronnen stond die letter voor "Kamshaft". Men hanteerde heel kort de oude naam "Veloce", die tot aan de Eerste Wereldoorlog was gebruikt. De gebroeders Goodman vonden het passend terug te keren naar de oude naam, maar de dealers niet. Velocette had inmiddels met haar tweetakten een goede naam opgebouwd, en daarom moest die naam ook behouden blijven. Of er werkelijk K's met "Veloce" op de tank zijn geweest is niet zeker, in elk geval verdween de naam al snel. De broers leverden geen half werk. Het Model K had een uiterst moderne motor, met een bovenliggende nokkenas die door een koningsas werd aangedreven. Dat in een tijd dat de meeste fabrikanten blij waren dat ze hun klanten een kopklepmotor met stoterstangen konden leveren. De opbouw van de rest van de motorfiets was nog vrij conventioneel. Hij had een open flattankframe met het motorblok als dragend deel, een parallellogramvork met frictiedempers en achtervering ontbrak. Hij had drie handgeschakelde versnellingen. De nokkenas opende de kleppen via tuimelaars en ze werden gesloten door buitenliggende schroefveren.
- KT: In 1925 volgde al een tweede model, dat niet veel afweek van het eerste. Dit model KT (Touring) had beenschilden om de berijder tegen de elementen te beschermen. Beide modellen gingen in 1927 uit productie.

### Velocette KS, KE, KES, KN, KNS
- KS: In 1927 kwam de KS uit, een KSS met het normale motorblok met lage compressieverhouding.
- KE en KES: In 1928 volgden twee "economy" modellen, de KE (Economy) en de KES (Economy Sport).
- KS en KNS: In 1929 werden ze al opgevolgd door twee vergelijkbare, goedkope modellen, de KN (Normal) en de KNS (Normal Sport). Deze modellen gebruikten een gewijzigd big-end drijfstanglager en hadden een zadeltank. Ook zij verdwenen na een jaar van het toneel.

### Velocette KTP en KTS Mk I en KTS Mk II
- KTP: De KN werd in 1930 afgelost door de KTP (Twin Port). Dit was een sportmotor met twee uitlaatpoorten en dus ook twee uitlaten, maar het werd geen succes. De dubbele poorten leverden een gebrek aan vermogen op en de bobine ontsteking was onbetrouwbaar en daarom verdween ook dit model binnen een jaar. De KTP had al de vissenstaart uitlaatdemper, die in die tijd modern was, maar door Velocette nog in de nog in de jaren zestig werd gebruikt. Veel KTP-modellen werden later door hun eigenaren voorzien van een eenpoorts cilinderkop, waardoor originele versies zeldzaam zijn.
- KTS Mk I: De opvolger was de Velocette KTS Mk I, die tot 1935 bleef. Opmerkelijk genoeg was bij deze machine weer een ovale uitlaatdemper gemonteerd. De machine had beenschilden en brede spatborden en was dus meer als toermodel gepositioneerd.
- KTS Mk II: In 1936 kwam de KTS Mk II, die tot 1940 werd geproduceerd.

### Technische gegevens toermodellen
|                        | K                                               | KT                                              | KS                                              | KE                                              | KES                                             | KN                                              | KNS                                             | KTP                                             | KTS Mk I                                        | KTS Mk II                                       |
| ---------------------- | ----------------------------------------------- | ----------------------------------------------- | ----------------------------------------------- | ----------------------------------------------- | ----------------------------------------------- | ----------------------------------------------- | ----------------------------------------------- | ----------------------------------------------- | ----------------------------------------------- | ----------------------------------------------- |
| Periode                | 1925-1927                                       | 1925-1927                                       | 1927-1929                                       | 1928-1929                                       | 1928-1929                                       | 1929-1930                                       | 1929-1930                                       | 1930-1931                                       | 1931-1935                                       | 1936-1940                                       |
| Productieaantal        | 3.125 (inclusief eerste KSS)                    | 3.125 (inclusief eerste KSS)                    | 3.125 (inclusief eerste KSS)                    | 3.125 (inclusief eerste KSS)                    | 3.125 (inclusief eerste KSS)                    | 3.125 (inclusief eerste KSS)                    | 3.125 (inclusief eerste KSS)                    | onbekend                                        | onbekend                                        | onbekend                                        |
| Categorie              | sportieve toermotor                             | toermotor                                       | sportieve toermotor                             | toermotor                                       | sportieve toermotor                             | toermotor                                       | sportieve toermotor                             | toermotor                                       | sportieve toermotor                             | toermotor                                       |
| Motortype              | OHC                                             | OHC                                             | OHC                                             | OHC                                             | OHC                                             | OHC                                             | OHC                                             | OHC                                             | OHC                                             | OHC                                             |
| Bouwwijze              | dwarsgeplaatste staande eencilinder             | dwarsgeplaatste staande eencilinder             | dwarsgeplaatste staande eencilinder             | dwarsgeplaatste staande eencilinder             | dwarsgeplaatste staande eencilinder             | dwarsgeplaatste staande eencilinder             | dwarsgeplaatste staande eencilinder             | dwarsgeplaatste staande eencilinder             | dwarsgeplaatste staande eencilinder             | dwarsgeplaatste staande eencilinder             |
| Cilinder               | gietijzer                                       | gietijzer                                       | gietijzer                                       | gietijzer                                       | gietijzer                                       | gietijzer                                       | gietijzer                                       | gietijzer                                       | gietijzer                                       | gietijzer                                       |
| Cilinderkop            | gietijzer                                       | gietijzer                                       | gietijzer                                       | gietijzer                                       | gietijzer                                       | gietijzer                                       | gietijzer                                       | gietijzer                                       | gietijzer                                       | gietijzer                                       |
| Klepopstelling         | 2 kopkleppen                                    | 2 kopkleppen                                    | 2 kopkleppen                                    | 2 kopkleppen                                    | 2 kopkleppen                                    | 2 kopkleppen                                    | 2 kopkleppen                                    | 2 kopkleppen                                    | 2 kopkleppen                                    | 2 kopkleppen                                    |
| Klepbediening          | koningsas-nokkenas-tuimelaars-open schroefveren | koningsas-nokkenas-tuimelaars-open schroefveren | koningsas-nokkenas-tuimelaars-open schroefveren | koningsas-nokkenas-tuimelaars-open schroefveren | koningsas-nokkenas-tuimelaars-open schroefveren | koningsas-nokkenas-tuimelaars-open schroefveren | koningsas-nokkenas-tuimelaars-open schroefveren | koningsas-nokkenas-tuimelaars-open schroefveren | koningsas-nokkenas-tuimelaars-open schroefveren | koningsas-nokkenas-tuimelaars-open schroefveren |
| Carburateur            | Amal                                            | Amal                                            | Amal                                            | Amal                                            | Amal                                            | Amal                                            | Amal                                            | Amal                                            | Amal                                            | Amal                                            |
| Ontsteking             | bobine                                          | bobine                                          | bobine                                          | bobine                                          | bobine                                          | bobine                                          | bobine                                          | bobine                                          | bobine                                          | bobine                                          |
| boring                 | 74 mm                                           | 74 mm                                           | 74 mm                                           | 74 mm                                           | 74 mm                                           | 74 mm                                           | 74 mm                                           | 74 mm                                           | 74 mm                                           | 74 mm                                           |
| slag                   | 81 mm                                           | 81 mm                                           | 81 mm                                           | 81 mm                                           | 81 mm                                           | 81 mm                                           | 81 mm                                           | 81 mm                                           | 81 mm                                           | 81 mm                                           |
| Cilinderinhoud         | 348,4 cc                                        | 348,4 cc                                        | 348,4 cc                                        | 348,4 cc                                        | 348,4 cc                                        | 348,4 cc                                        | 348,4 cc                                        | 348,4 cc                                        | 348,4 cc                                        | 348,4 cc                                        |
| Smeersysteem           | dry-sumpsysteem                                 | dry-sumpsysteem                                 | dry-sumpsysteem                                 | dry-sumpsysteem                                 | dry-sumpsysteem                                 | dry-sumpsysteem                                 | dry-sumpsysteem                                 | dry-sumpsysteem                                 | dry-sumpsysteem                                 | dry-sumpsysteem                                 |
| Compressieverhouding   | 6:1                                             | 6:1                                             | 6:1                                             | 6:1                                             | 6:1                                             | 6:1                                             | 6:1                                             | onbekend                                        | 6,5:1                                           | 6,5:1                                           |
| Primaire aandrijving   | ketting                                         | ketting                                         | ketting                                         | ketting                                         | ketting                                         | ketting                                         | ketting                                         | ketting                                         | ketting                                         | ketting                                         |
| Koppeling              | meervoudige natte platenkoppeling               | meervoudige natte platenkoppeling               | meervoudige natte platenkoppeling               | meervoudige natte platenkoppeling               | meervoudige natte platenkoppeling               | meervoudige natte platenkoppeling               | meervoudige natte platenkoppeling               | meervoudige natte platenkoppeling               | meervoudige natte platenkoppeling               | meervoudige natte platenkoppeling               |
| Versnellingen          | 3 handgeschakeld                                | 3 handgeschakeld                                | 3 handgeschakeld                                | 3 handgeschakeld                                | 3 handgeschakeld                                | 3 handgeschakeld                                | 3 handgeschakeld                                | 3 handgeschakeld                                | 4 voetgeschakeld                                | 4 voetgeschakeld                                |
| Secundaire aandrijving | Ketting                                         | Ketting                                         | Ketting                                         | Ketting                                         | Ketting                                         | Ketting                                         | Ketting                                         | Ketting                                         | Ketting                                         | Ketting                                         |
| frame                  | open ruggengraat frame met dragend motorblok    | open ruggengraat frame met dragend motorblok    | open ruggengraat frame met dragend motorblok    | open ruggengraat frame met dragend motorblok    | open ruggengraat frame met dragend motorblok    | open ruggengraat frame met dragend motorblok    | open ruggengraat frame met dragend motorblok    | open ruggengraat frame met dragend motorblok    | open ruggengraat frame met dragend motorblok    | enkel wiegframe                                 |
| Vering vóór            | Webbvork met twee frictiedempers                | Webbvork met twee frictiedempers                | Webbvork met twee frictiedempers                | Webbvork met twee frictiedempers                | Webbvork met twee frictiedempers                | Webbvork met twee frictiedempers                | Webbvork met twee frictiedempers                | Webbvork met twee frictiedempers                | Webbvork met twee frictiedempers                | Webbvork met twee frictiedempers                |
| Vering achter          | geen                                            | geen                                            | geen                                            | geen                                            | geen                                            | geen                                            | geen                                            | geen                                            | geen                                            | geen                                            |
| Voorganger             | geen                                            | geen                                            | KSS                                             | K en KT                                         | K en KT                                         | KE                                              | KES                                             | KN en KNS                                       | KTP                                             | KTS Mk I                                        |
| Opvolger               | KE en KES                                       | KE en KES                                       | KTP                                             | KN                                              | KNS                                             | KTP                                             | KTP                                             | KTS Mk I                                        | KTS Mk II                                       | geen                                            |

## Racemodellen
Velocette was in de jaren twintig een klein bedrijf met slechts veertig werknemers. Een race-afdeling was er ook niet. De ontwikkeling werd gedaan door zes mensen van de montage-afdeling. Maar de K-serie was vanaf het begin ontworpen om wedstrijden te winnen. Daarom verscheen de eerste clubmanracer ook al in 1925. Fred Povey en Gus Kuhn startten ermee in de Junior TT van 1925, maar ze vielen allebei uit. De motor kende een groot aantal problemen, die aan het licht kwamen toen Eugene Goodman en Fred Povey een stroboscoop op het blok richtten. Ze zagen de kleptuimelaars bij hoge toerentallen buigen en zelfs het carter vervormde. Het total loss smeersysteem, dat nog van de tweetakt stamde, werd vervangen door een dry-sumpsysteem om te voorkomen dat de nokkenas te warm werd. Om de wegligging te verbeteren werd de Druid-voorvork vervangen door een Webbvork en de balhoofdlagers werden vervangen.

### Velocette KSS
- KSS Mk I: In 1925 verscheen ook de Velocette KSS (Super Sport). Dit was een clubmanracer, voor iedereen te koop, al dan niet met verlichting. De machine was wel bedoeld voor races en een van de doelstellingen was een topsnelheid van 90 mijl per uur (145 km/h) te halen op de Snaefell Mountain Course, het stratencircuit waar de Isle of Man TT werd verreden of op het Brooklands circuit. Op het eiland Man moest de machine het voornamelijk van zijn handelbaarheid hebben, maar uiteraard ook van zijn motor, die een iets hogere compressieverhouding kreeg en 18 à 19 pk leverde. Uiterlijke verschillen met de andere modellen (K en KT) waren het ontbreken van een bagagerekje, een ronde olietank en een ronde uitlaatdemper. Ook was de tank groter en het stuur iets lager. Alec Bennett won al in 1926 de Junior TT, in 1927 werd Harold Willis tweede en in 1928 won Bennett opnieuw met Willis op de tweede plaats. Willis was inmiddels lid van de directie van Velocette. Hoewel hij in wedstrijden vanaf 1928 werd afgelost door de snellere KTT, bleef de machine tot 1935 in productie. In 1933 kreeg ze een vierversnellingsbak met voetschakeling.
- KSS Mk II: In 1935 werd de motor van de KSS flink herzien. De kleppen waren nu ingesloten en ook de versnellingsbak en het frame waren aangepast. De machine kreeg de sterkere Webb voorvork van de nieuwe Velocette MSS. De KSS Mk II bleef in productie tot in 1948, toen hij vanwege de hoge kosten werd geschrapt.

### Velocette KTT
- KTT Mk I: Na de overwinningen van Alec Bennett verscheen in 1928 een verbeterde versie van de KSS, de KTT (Tourist Trophy). Die had een aangepaste koppeling en versnellingsbak die later ook op de KSS werden aangebracht. Deze versnellingsbak was de eerste met de positive-stop voetschakeling. Ook het carter was verstevigd net als de Webbvork. De KTT was een eigenlijk al bestemd voor wedstrijden maar nog steeds over de toonbank te koop. Bij de productieracer was de compressieverhouding iets lager dan bij de fabrieksracers. In 1929 won Freddie Hicks er de Junior TT mee en Alec Bennett werd derde. Er werden bijna 100 van deze KTT's verkocht en ze bezorgden Velocette een goede naam op de circuits bij de vele nationale wedstrijden die in het Verenigd Koninkrijk en Ierland erg populair waren.
- KTT Mk II: In september 1930 verscheen de KTT MkII, bedoeld als echte productieracer. De wijzigingen ten opzichte van de Mk I waren slechts minimaal. Van de Mk II werden slechts 32 complete motorfietsen gebouwd. 34 Motorblokken werden los verkocht.
- KTT Mk III: De Mk III was de productieracer voor 1932. Hij werd in december 1931 gepresenteerd. Er waren nieuwe nokprofielen en nokvolgers toegepast, en de motor kreeg ook een dikkere (stijvere) cilindervoet. Ook de productieaantallen van de Mk III waren beperkt: 32 stuks.
- KTT Mk IV: De Mk IV kwam in 1932 op de markt. Nu waren er grotere vernieuwingen aangebracht. Er kwam een 14 mm bougie en de schroefveren rond de kleppen werden vervangen door haarspeldveren. Het achterframe kreeg een extra onderframe en de Webbvork werd verstevigd.
- KTT Mk V: In 1935 werd de KTT net als de KSS flink onder handen genomen. Hij kreeg een nieuwe versnellingsbak en de toevoeging "Mk V". Er werd een nieuw wiegframe toegepast, dat ook op de KSS Mk II en de MSS modellen werd gemonteerd. Daardoor werden trillingen verminderd en de ophanging van de versnellingsbak verbeterd. De cilinder kwam dieper in het carter te liggen en de kopbouten gingen er helemaal doorheen, zodat ze de cilinderkop én de cilinder vasthielden. Met de Mk V kwamen de productieracers op hetzelfde niveau als de fabrieksracers.
- KTT Mk VI: De KTT Mk VI uit 1935 was niet meer dan een prototype dat onder invloed van Stanley Woods werd gebouwd. Men gebruikte het motorblok van de KTT Mk V, een nieuw frame en de aluminium cilinderkop van de KSS Mk II. Er werden vier machines gebouwd: drie van 350 cc en één 500 cc. Ze waren niet te koop.
- KTT Mk VII: De Mk VII kwam in 1938 in productie. De aluminium cilinderkop was nu ook op dit productiemodel doorgevoerd en de machine was praktisch gelijk aan de fabrieksracers van Ted Mellors. De machine bleef maar zeven maanden in productie, omdat toen de achtervering werd ingevoerd en de Mk VIII ontstond.
- KTT Mk VIII: In 1939 verscheen de laatste versie van de KTT, de Mk VIII. Deze had een swingarm achtervering met twee Dowty schokdempers. De klepveren waren nu geheel ingesloten. Door het uitbreken van de oorlog moest de productie worden onderbroken, maar in 1939 werden er toch al 50 verkocht. In totaal kwam het productieaantal op meer dan 230. In de jaren veertig werd de machine nog zeer succesvol, tot de productie in 1950 eindigde.
- MT 500: De MT 500 werd nooit als productieracer verkocht, maar in elk geval werden er twee machines gemaakt, voor Stanley Woods en Ted Mellors. Ze moeten laat in 1938 gemaakt zijn, want ze kwamen uiterlijk praktisch overeen met de Mk VIII en hadden dus ook als een swingarm achtervering. Het frame was iets aangepast aan het hogere motorblok. De boring en slag van 81 en 96 mm kwam overeen met die van de 500 cc MSS.

### Technische gegevens racemodellen
|                        | KSS Mk I                                          | KTT Mk I                                          | KTT Mk II                                         | KTT Mk III                                        | KTT Mk IV                                         | KTT Mk V                                          | KSS Mk II                                               | KTT Mk VI                                            | KTT Mk VII                                           | KTT Mk VIII                                             | MT 500                                                  |
| ---------------------- | ------------------------------------------------- | ------------------------------------------------- | ------------------------------------------------- | ------------------------------------------------- | ------------------------------------------------- | ------------------------------------------------- | ------------------------------------------------------- | ---------------------------------------------------- | ---------------------------------------------------- | ------------------------------------------------------- | ------------------------------------------------------- |
| Periode                | 1925-1935                                         | 1929-1931                                         | 1930-1931                                         | 1931-1932                                         | 1932-1934                                         | 1935-1936                                         | 1935-1948                                               | 1935                                                 | 1938                                                 | 1938-1950                                               | 1938                                                    |
| Categorie              | clubmanracer/ fabrieksracer                       | productieracer/ fabrieksracer                     | productieracer/ fabrieksracer                     | productieracer/ fabrieksracer                     | productieracer/ fabrieksracer                     | productieracer/ fabrieksracer                     | clubmanracer                                            | productieracer/ fabrieksracer                        | productieracer/ fabrieksracer                        | productieracer/ fabrieksracer                           | fabrieksracer                                           |
| Motortype              | OHC                                               | OHC                                               | OHC                                               | OHC                                               | OHC                                               | OHC                                               | OHC                                                     | OHC                                                  | OHC                                                  | OHC                                                     | OHC                                                     |
| Bouwwijze              | dwarsgeplaatste staande eencilinder               | dwarsgeplaatste staande eencilinder               | dwarsgeplaatste staande eencilinder               | dwarsgeplaatste staande eencilinder               | dwarsgeplaatste staande eencilinder               | dwarsgeplaatste staande eencilinder               | dwarsgeplaatste staande eencilinder                     | dwarsgeplaatste staande eencilinder                  | dwarsgeplaatste staande eencilinder                  | dwarsgeplaatste staande eencilinder                     | dwarsgeplaatste staande eencilinder                     |
| Cilinder               | gietijzer                                         | gietijzer                                         | gietijzer                                         | gietijzer                                         | gietijzer                                         | gietijzer                                         | gietijzer                                               | gietijzer                                            | gietijzer                                            | gietijzer                                               | gietijzer                                               |
| Cilinderkop            | gietijzer                                         | gietijzer                                         | gietijzer                                         | gietijzer                                         | gietijzer                                         | gietijzer                                         | aluminium                                               | gietijzer, vanaf 1933: brons                         | aluminium                                            | aluminium                                               | aluminium                                               |
| Klepopstelling         | 2 kopkleppen                                      | 2 kopkleppen                                      | 2 kopkleppen                                      | 2 kopkleppen                                      | 2 kopkleppen                                      | 2 kopkleppen                                      | 2 kopkleppen                                            | 2 kopkleppen                                         | 2 kopkleppen                                         | 2 kopkleppen                                            | 2 kopkleppen                                            |
| Klepbediening          | koningsas-nokkenas- tuimelaars- open schroefveren | koningsas-nokkenas- tuimelaars- open schroefveren | koningsas-nokkenas- tuimelaars- open schroefveren | koningsas-nokkenas- tuimelaars- open schroefveren | koningsas-nokkenas- tuimelaars- open schroefveren | koningsas-nokkenas- tuimelaars- open schroefveren | koningsas-nokkenas- tuimelaars- gesloten haarspeldveren | koningsas-nokkenas- -tuimelaars- open haarspeldveren | koningsas-nokkenas- -tuimelaars- open haarspeldveren | koningsas-nokkenas- tuimelaars- gesloten haarspeldveren | koningsas-nokkenas- tuimelaars- gesloten haarspeldveren |
| Carburateur            | Amal                                              | Amal                                              | Amal                                              | Amal                                              | Amal                                              | Amal                                              | Amal                                                    | Amal                                                 | Amal                                                 | Amal                                                    | Amal                                                    |
| Ontsteking             | bobine                                            | bobine                                            | bobine                                            | bobine                                            | bobine                                            | bobine                                            | bobine                                                  | bobine                                               | bobine                                               | bobine                                                  | bobine                                                  |
| boring                 | 74 mm                                             | 74 mm                                             | 74 mm                                             | 74 mm                                             | 74 mm                                             | 74 mm                                             | 74 mm                                                   | 74 mm                                                | 74 mm                                                | 74 mm                                                   | 81 mm                                                   |
| slag                   | 81 mm                                             | 81 mm                                             | 81 mm                                             | 81 mm                                             | 81 mm                                             | 81 mm                                             | 81 mm                                                   | 81 mm                                                | 81 mm                                                | 81 mm                                                   | 96 mm                                                   |
| Cilinderinhoud         | 348,4 cc                                          | 348,4 cc                                          | 348,4 cc                                          | 348,4 cc                                          | 348,4 cc                                          | 348,4 cc                                          | 348,4 cc                                                | 348,4 cc                                             | 348,4 cc                                             | 348,4 cc                                                | 494,7 cc                                                |
| Smeersysteem           | dry-sumpsysteem                                   | dry-sumpsysteem                                   | dry-sumpsysteem                                   | dry-sumpsysteem                                   | dry-sumpsysteem                                   | dry-sumpsysteem                                   | dry-sumpsysteem                                         | dry-sumpsysteem                                      | dry-sumpsysteem                                      | dry-sumpsysteem                                         | dry-sumpsysteem                                         |
| Compressieverhouding   | 7:1 en 8,5:1                                      | 7:1 en 8,5:1                                      |                                                   |                                                   | 7,5:1                                             | 7,75:1 en 11:1                                    | 6,5:1                                                   |                                                      | 8,75:1, 7,8:1 en 11,5:1                              | 7,8:1 en 10,94:1                                        |                                                         |
| Primaire aandrijving   | ketting                                           | ketting                                           | ketting                                           | ketting                                           | ketting                                           | ketting                                           | ketting                                                 | ketting                                              | ketting                                              | ketting                                                 | ketting                                                 |
| Koppeling              | meervoudige natte platenkoppeling                 | meervoudige natte platenkoppeling                 | meervoudige natte platenkoppeling                 | meervoudige natte platenkoppeling                 | meervoudige natte platenkoppeling                 | meervoudige natte platenkoppeling                 | meervoudige natte platenkoppeling                       | meervoudige natte platenkoppeling                    | meervoudige natte platenkoppeling                    | meervoudige natte platenkoppeling                       | meervoudige natte platenkoppeling                       |
| Versnellingen          | 3 handgeschakeld                                  | 3 voetgeschakeld                                  | 3 voetgeschakeld                                  | 4 voetgeschakeld                                  | 4 voetgeschakeld                                  | 4 voetgeschakeld                                  | 4 voetgeschakeld                                        | 4 voetgeschakeld                                     | 4 voetgeschakeld                                     | 4 voetgeschakeld                                        | 4 voetgeschakeld                                        |
| Secundaire aandrijving | ketting                                           | ketting                                           | ketting                                           | ketting                                           | ketting                                           | ketting                                           | ketting                                                 | ketting                                              | ketting                                              | ketting                                                 | ketting                                                 |
| frame                  | open ruggengraat frame met dragend motorblok      | open ruggengraat frame met dragend motorblok      | open ruggengraat frame met dragend motorblok      | open ruggengraat frame met dragend motorblok      | open ruggengraat frame met dragend motorblok      | enkel wiegframe                                   | enkel wiegframe                                         | enkel wiegframe                                      | enkel wiegframe                                      | enkel wiegframe                                         | enkel wiegframe                                         |
| Vering vóór            | Webbvork met frictiedempers                       | Webbvork met frictiedempers                       | Webbvork met frictiedempers                       | Webbvork met frictiedempers                       | Webbvork met frictiedempers                       | Webbvork met frictiedempers                       | Webbvork met frictiedempers                             | Webbvork met frictiedempers                          | Webbvork met frictiedempers                          | Webbvork met frictiedempers                             | Webbvork met frictiedempers                             |
| Vering achter          | geen                                              | geen                                              | geen                                              | geen                                              | geen                                              | geen                                              | geen                                                    | geen                                                 | geen                                                 | swingarm met twee schokdempers                          | swingarm met twee schokdempers                          |
| Voorganger             | geen                                              | KSS Mk I                                          | KTT Mk I                                          | KTT Mk II                                         | KTT Mk III                                        | KTT Mk IV                                         | KSS Mk I                                                | KTT Mk V                                             | KTT Mk VI                                            | KTT Mk VII                                              | geen                                                    |
| Opvolger               | KSS Mk II en KTT Mk I                             | KTT Mk II                                         | KTT Mk III                                        | KTT Mk IV                                         | KTT Mk V                                          | KTT Mk VI                                         | geen                                                    | KTT Mk VII                                           | KTT Mk VIII                                          | Viper                                                   | geen                                                    |

### Resultaten
| Jaar | Nationale- en amateurwedstrijden | Internationale wedstrijden | Isle of Man TT | EK en WK |
| ---- | --- | --- | --- | --- |
| 1925 | | | Er startten al enkele Velocettes in de Junior TT, maar zowel Gus Kuhn als Fred Povey vielen uit met oververhittings- en smeerproblemen. | |
| 1926 | | | Alec Bennett won de Junior TT met tien minuten voorsprong op Jimmie Simpson (AJS). Gus Kuhn werd vijfde en Povey negende. | |
| 1927 | Toni Ulmen won de eerste race op de Nürburgring, de Eifelrennen. Karel Štěpán won de TT van Tsjechoslowakije. | Frank Longman won de Grand Prix van Frankrijk in Saint-Gaudens | Harold Willis werd tweede in de Junior TT achter Freddie Dixon (HRD). | |
| 1928 | | | Bennett won de Junior TT, Willis werd tweede en Freddie Hicks vijfde. De snelste niet-Velocette coureur was Kenneth Twimlow, die met een DOT derde werd, achttien minuten achter Bennett en zestien minuten achter Willis.                               | |
| 1929 | Velocettes eindigden in de Junior klasse van het Manx Amateur Road Race Championship (MARCC) op de plaatsen één, drie, vier, vijf en zeven. Harold Levings werd met zijn 350 cc Velocette zelfs tweede in de 500 cc Senior klasse. In de North West 200 won Billy McCracken de 350cc-race. Toni Ulmen won de Eilenriederennen in Duitsland.                                                       | Freddie Hicks won de 350cc-klassen van de TT van Assen en de Grand Prix van Frankrijk. De Hongaar O. Sabruale won ook zijn thuiswedstrijd, de Grand Prix van Hongarije in Boedapest. | Freddie Hicks won de Junior TT en onder de eerste tien waren zes Velocettes. | Het Europees kampioenschap wegrace was in de beginjaren een eendagswedstrijd. Freddie Hicks won ook de 350 cc zijspanklasse in L'Ametlla del Vallès met een Velocette. Hij was de enige die de finish haalde…                                                             |
| 1930 | Velocettes bezetten de eerste acht plaatsen van de Junior klasse in de Manx Grand Prix (MGP). In de North West 200 werd J.W. Shaw tweede. Mario Ghersi werd 350cc-kampioen van Italië met een Velocette. | Tore Oscarsson won de Grand Prix van Zweden in Saxtorp. Freddie Hicks won opnieuw de Grand Prix van Frankrijk. Frank Longman won de Ulster Grand Prix. Harold Willis won de TT van Zweden in Onsala. | De Rudge Ulster modellen waren definitief doorgebroken en ze pakten de eerste drie plaatsen in de Junior TT. D. Hall werd met zijn Velocette vierde. | |
| 1931 | Doug Pirie won de Junior klasse van de MGP. In die wedstrijd debuteerden de jonge rijders Maurice Cann en John "Crasher" White met Velocettes, maar beiden vielen uit. Albert Schneider werd met een Velocette kampioen van Duitsland in de 350 cc zijspanklasse. Hij had daarvoor o.a. de Eifelrennen gewonnen. Franz Falk won de TT van Oostenrijk in Wolkersdorf im Weinviertel.               | Omobono Tenni kocht met hulp van leden van zijn motorclub een Velocette waarmee hij derde werd in een race in Monza. Die race werd gewonnen door een andere Velocette-rijder, Guido Landi. Tenni won in dat jaar wel de Grand Prix Reale in Rome. De Belg Fernand Renier won de Grand Prix van Frankrijk op het Autodrome de Linas-Montlhéry. Tivadar Zamecsnik won de Grand Prix van Hongarije. | Hoewel de Rudges weer geklopt werden in de Junior TT, gebeurde door Nortons. Velocette kwam niet verder dan de zevende plaats voor A. Mitchell. | |
| 1932 | Jock Muir en Austin Munks werden tweede en derde in de Junior MGP. R.J. Gray werd derde in de North West 200. Albert Schneider werd met een Velocette opnieuw kampioen van Duitsland in de 350 cc zijspanklasse. Albert Schneider won opnieuw de 350 cc zijspanklasse van de Eifelrennen. | De Oostenrijker Franz Falk won de Grand Prix van Hongarije in Sopron. De Italiaan Eduardo Self won de Grand Prix van Zweden. | Les Archer werd zesde in de Junior TT. Alec Bennett, die het vanwege zijn eigen zaak een aantal jaren rustig aan had gedaan, werd met een Velocette achtste. Fernand Renier won opnieuw de Franse Grand Prix.                                            | |
| 1933 | Austin Munks won de Junior MGP, een wedstrijd die bijna helemaal werd bestreden door Nortons en Velocettes. Albert Schneider won weer de Eifelrennen, maar ditmaal met een 350 cc solo-Velocette. Hij won ook de Eilenriederennen. | Wal Handley won de Ulster Grand Prix. | Hoewel de eerste drie plaatsen in de Junior TT werden bezet door Nortons, kwamen daar achter zeven Velocettes. Vijfde werd Henry Tyrell-Smith, die was overgekomen van Rudge, en zevende werd Wal Handley, inmiddels veteraan die ook al autoraces reed. | |
| 1934 | De Norton productieracers werden steeds beter. Munks en Bertie Rowell kwamen niet verder dan de derde en vierde plaats in de MGP. Walter Rusk won de 350 cc North West 200 en J.J. O'Neill werd tweede. | Ted Mellors won de Grand Prix van Zweden. De Spanjaard Fernando Aranda won de GP van Barcelona. | Ook in 1934 kwamen zeven Velocettes op de plaatsen vier t/m tien van de Junior TT, waaronder op de zevende plaats de nieuweling Walter Rusk, die een korte carrière zou hebben omdat hij tijdens de Tweede Wereldoorlog sneuvelde.                       | Wal Handley werd in 1935 Europees kampioen door opnieuw de Ulster Grand Prix op het Clady Circuit te winnen. |
| 1935 | Bertie Rowell werd als beste Velocette-rijder slechts vijfde in de MGP. | De Oostenrijker Hermann Deimel won de Grossglockner Races. | In de Junior TT werd Doug Pirie vierde, Ernie Nott vijfde en Ernie Thomas zesde. | |
| 1936 | Austin Munks won de MGP, zeven seconden vóór J. Blyth met een Norton. Ernie Thomas werd tweede in de North West 200. | Ted Mellors won de 350cc-klasse van de Grand Prix van België in Floreffe en de Grand Prix van Frankrijk in Saint-Gaudens. Ernie Thomas won de Ulster Grand Prix. | De ervaren Ted Mellors wist de derde plaats in de Junior TT te pakken. Ernie Thomas werd vierde. Met het 500 cc prototype uit 1935 werd Stanley Woods tweede in de 500 cc Senior TT                                                                      | |
| 1937 | In 1937 waren de Velocettes in de MGP bijna uitgestorven. Vier kwamen er aan de start, maar ze vielen allemaal uit. Een van hen werd bereden door debutant Arthur Wheeler. Roger Laurent werd met Velocette 350cc-kampioen van België. | Hermann Deimel won de Grand Prix van Hongarije. Ted Mellors won de Grands Prix van Zweden, Ulster, Italië en Frankrijk. | De ervaren Stanley Woods werd vierde in de Junior TT en tweede in de Senior TT. | |
| 1938 | In de MGP was Norton nog oppermachtig. De eerste twee Velocettes werden zevende en achtste. Roger Laurent werd met Velocette opnieuw 350cc-kampioen van België. | Roger Loyer won de Grand Prix van Frankrijk. Ted Mellors won de TT van Assen en opnieuw de Grand Prix van Italië. | In de jaren na 1930 moest Velocette ook het hoofd buigen voor Norton, maar vanaf 1938 werd er weer goed gepresteerd: Stanley Woods en Ted Mellors werden eerste en tweede in de Junior TT. Met de MT 500 werden ze tweede en derde in de Senior TT       | In 1938 werd Ted Mellors Europees kampioen in een meerdaags kampioenschap. Hij won de Ulster Grand Prix. |
| 1939 | Toen de MGP van 1939 plaats zou vinden was de oorlogsdreiging al zo groot dat ze werd afgelast. Jimmy Little won in dat jaar wel de North West 200. | Ted Mellors won de 350cc-klasse van de Grand Prix van België in Spa-Francorchamps. Ernie Thomas won de Hamburger Stadtparkrennen. | Woods won de Junior TT opnieuw, Mellors werd derde en er waren weer zes Velocettes onder de eerste tien. Eric Oliver, wereldkampioen zijspanrace in 1949,1950,1951 en 1953, werd met een Velocette zeventiende.                                          | Stanley Woods werd geen Europees kampioen, maar hij won wel een van de kampioenschapsraces, de Ulster Grand Prix. |
| 1946 | In dit jaar waren er in de MGP 65 starters, maar slechts tien reden er op een Velocette. Jack Cannell was de snelste van hen, met een vijfde plaats. Gilbert de Rudder won in België de Grand Prix de la Cambre op het Circuit du Bois de la Cambre. | Lous van Rijswijk won de TT van Assen. Walther Hess won de Grand Prix van Zwitserland op het stratencircuit van Bremgarten. Vic Willoughby won de Ulster Grand Prix | De Isle of Man TT werd in 1946 nog niet georganiseerd. | Het Europees kampioenschap werd in 1946 nog niet georganiseerd. |
| 1947 | In de Manx Grand Prix werd J. Purnell derde en Arthur Wheeler werd zesde. Hein Thorn Prikker won Rund um Schotten op de Schottenring. | Peter Goodman won de TT van Assen. Goodman was een kleinzoon van de oprichter van het merk, Johannes Gütgemann. Fergus Anderson won de Grand Prix-wegrace van Zwitserland in Bremgarten. | Toen de internationale racerij in 1947 weer werd opgestart waren de Velocettes overtuigend de sterkste in de Junior TT: Bob Foster won vóór zijn teamgenoten David Whitworth, Jock Weddell en Peter Goodman.                                             | Fergus Anderson werd Europees kampioen op het stratencircuit van Bremgarten. |
| 1948 | In de "Manx" bezetten Velocettes de plaatsen drie, vier en vijf. Cecil Sandford debuteerde met een Velocette, maar viel uit | Ken Bills won de TT van Assen. Bob Foster won de 350cc-klasse van de Grand Prix van België in Spa-Francorchamps. Ernie Thomas won de Grand Prix van Hongarije in Budaörs. De Belg Roger Laurent won de Grand Prix van Finland in Helsinki. | Freddie Frith won de Junior TT en Foster werd tweede. | In 1948 won Freddie Frith de Ulster Grand Prix én de Europese titel op het Clady Circuit. |
| 1949 | Velocettes eindigden in de MGP Junior race op de vijfde en zesde plaats, bereden door latere beroemdheden: Cecil Sandford en Bill Lomas. In Clubmans Junior TT, een amateurklasse die in dat jaar was ingesteld tijdens de Isle of Man TT, werd Cecil Sandford ook vijfde. Freddie Frith werd tweede in de North West 200. De Fin Curt Ginman won zijn thuiswedstrijd, de Grand Prix van Finland. | De Noor Kjell Bakke won de Grand Prix van Zweden. David Whitworth won de Grand Prix van Frankrijk op het circuit van Saint-Gaudens. Tommy Wood won de Grand Prix van Barcelona. | De Junior TT maakte vanaf 1949 deel uit van het wereldkampioenschap wegrace. Velocette zette het succes voort: Frith won vóór zijn teamgenoot Ernie Lyons.                                                                                               | Frith won in het nieuwe Wereldkampioenschap wegrace niet alleen de Junior TT, maar ook alle andere wedstrijden in de 350cc-klasse en hij werd dus de eerste wereldkampioen, Bob Foster werd derde.                                                                        |
| 1950 | C. Julian en D. Bogie werden derde en vierde in de Manx Grand Prix. In de Clubmans Junior TT startte geen enkele Velocette. Arthur Wheeler werd tweede in de North West 200. Erich Wünsche werd kampioen van de DDR. | Tommy Wood won de Grand Prix van Spanje op Montjuïc Park. Ernie Thomas won de Grand Prix van Finland. | Ken Bills kwam als beste Velocette-coureur in de Junior TT niet verder dan de negende plaats. De latere wereldkampioen Bob Foster viel uit, net als Reg Armstrong.                                                                                       | Bob Foster won drie Grands Prix en hij werd in dat jaar wereldkampioen. |
| 1951 | Julian werd vierde in de MGP. Een jonge rijder maakte er met Velocette zijn debuut: Keith Campbell. Hij viel uit, maar zou in 1957 350cc-wereldkampioen worden voor Moto Guzzi. Bob Foster won de openingsrace van het Ibsley Circuit bij Ibsley. | Tommy Wood won de Grand Prix van Roussillon bij Perpignan. | In de Junior TT kwamen maar weinig Velocettes meer aan de start, maar er waren er wel een paar met beroemde coureurs: Bill Lomas werd vijfde, Bob Foster zesde en Leslie Graham tiende.                                                                  | In 1951 was het fabrieksteam van Velocette officieel opgeheven en de productie van de KTT-modellen gestopt, maar Les Graham won de Grand Prix van Zwitserland. Hij eindigde als zesde in het wereldkampioenschap. In de Grand Prix van Spanje won Tommy Wood vóór Graham. |
| 1952 | Derek Farrant won de MGP Senior race met een Matchless G45, maar in de Junior race werd hij met een Velocette derde. Harry Pearce won de North West 200. | | In de Junior TT kwamen steeds minder Velocettes aan de start, maar Cecil Sandford werd negende. Les Graham viel uit. | Graham scoorde een punt in de Grand Prix van België waardoor hij dertiende in het wereldkampioenschap werd. |
| 1953 | In 1953 waren bijna alle amateurrijders overgestapt op de Norton 40M, AJS 7R of zelfs de BSA Gold Star. Velocettes waren in de MGP bijna uitgestorven en het beste resultaat was de negentiende plaats van R. Smith, twaalf minuten achter winnaar Frank Fox met een Norton. In de North West 200 werd Harry Pearce tweede.                                                                       | | In 1953 konden de Velocettes het in de Junior TT niet meer bijbenen. Cecil Sandford probeerde het, maar viel uit. | Harry Pearce werd elfde in het wereldkampioenschap. |
| 1954 | In 1954 waren er in de MGP Junior race 75 starters, maar nog slechts tien Velocettes. De beste was Ewen Haldane, die drieëntwintigste werd. Harry Pearce werd opnieuw tweede in de North West 200. | | Harry Pearce was een trouwe Velocette-rijder, maar 1954 was toch zijn laatste jaar. Hij was de beste met een Velocette, met de dertiende plaats in de Junior TT.                                                                                         | Bob Matthews werd nog derde in de Grand Prix van Frankrijk, waardoor hij in het wereldkampioenschap dertiende werd. |
| 1955 | | | In de Junior TT kwamen nog slechts twee Velocettes aan de start, in een startveld van 78. De beste was K. Tostevin op de zevenendertigste plaats. | Bill Webster haalde één punt en hij werd veertiende in het WK. |